# Нова (станція)
Нова (рос. Нова) — станція Читинського регіону Забайкальської залізниці Росії, розташована на дільниці Заудинський — Каримська між станціями Кручина (відстань — 9 км) і Маккавеєво (14 км). Відстань до ст. Заудинський — 591 км, до ст. Каримська — 54 км.